# Бад Дирхајм
Бад Дирхајм (њем. Bad Dürrheim) град је у њемачкој савезној држави Баден-Виртемберг. Једно је од 20 општинских средишта округа Шварцвалд-Бар. Према процјени из 2010. у граду је живјело 12.932 становника. Посједује регионалну шифру (AGS) 8326003.

## Географски и демографски подаци
Бад Дирхајм се налази у савезној држави Баден-Виртемберг у округу Шварцвалд-Бар. Град се налази на надморској висини од 703 метра. Површина општине износи 62,1 km². У самом граду је, према процјени из 2010. године, живјело 12.932 становника. Просјечна густина становништва износи 208 становника/km².